# Donald Alexander MacKinnon

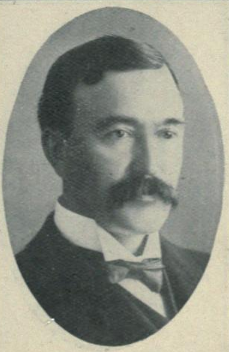
Donald Alexander MacKinnon, 1910

Donald Alexander MacKinnon, KC (* 22. Februar 1863 in Uigg, Prince Edward Island; † 20. April 1928 in Charlottetown) war ein kanadischer Politiker. Von 1901 bis 1904 war er liberaler Abgeordneter des Unterhauses, danach bis 1910 Vizegouverneur der Provinz Prince Edward Island. Schließlich war er von 1921 bis 1925 ein zweites Mal Unterhausabgeordneter.

## Biografie
Als MacKinnon, Sohn schottischer Einwanderer, 14 Jahre alt war, begann er an verschiedenen ländlichen Schulen als Lehrer zu unterrichten. Später studierte er Recht am Prince of Wales College in Charlottetown und an der Dalhousie University in Halifax. 1887 erhielt er die Zulassung als Rechtsanwalt und eröffnete eine Kanzlei in der Ortschaft Georgetown, ab 1897 war er in Charlottetown tätig. Im Jahr 1900 wurde er Präsident der Anwaltskammer von Prince Edward Island.
MacKinnons politische Karriere begann 1893, als er für die Prince Edward Island Liberal Party mit Erfolg für einen Sitz in der Legislativversammlung kandidierte. Premierminister Donald Farquharson berief ihn 1899 als Attorney General in die Provinzregierung, doch MacKinnon verlor die gesetzlich vorgeschriebene Nachwahl. Daraufhin wandte er sich der Bundespolitik zu. Als Kandidat der Liberalen Partei Kanadas siegte er bei der Unterhauswahl 1900, doch wurde das Ergebnis in seinem Wahlbezirk wegen Unstimmigkeiten für ungültig erklärt. Bei der Wiederholung im März 1901 siegte er ebenfalls.
1904 verzichtete MacKinnon auf eine Wiederwahl. Er hatte zuvor den kanadischen Premierminister Wilfrid Laurier davon in Kenntnis gesetzt, dass er nicht genug Geld habe, um Politik betreiben zu können. Laurier zeigte sich erkenntlich und schlug ihn als Vizegouverneur von Prince Edward Island vor. Generalgouverneur Lord Grey vereidigte MacKinnon am 3. Oktober 1904. Das repräsentative Amt übte er bis zum 1. Juni 1910 aus. Anschließend war er wieder als Rechtsanwalt tätig. Außerdem präsidierte er eine Elektrizitätsgesellschaft und die Pfadfinder der Provinz. Als begabter Autor schrieb MacKinnon Berichte für Magazine und gab eine historische Enzyklopädie heraus. Bei der Unterhauswahl 1921 wurde er nochmals gewählt und blieb weitere vier Jahre Abgeordneter.